# Тшаскі (Куявсько-Поморське воєводство)
Тшаскі (пол. Trzaski, нім. Splitten) — село в Польщі, у гміні Іновроцлав Іновроцлавського повіту Куявсько-Поморського воєводства.
Населення — 185 осіб (2011).
У 1975-1998 роках село належало до Бидгощського воєводства.

## Демографія
Демографічна структура станом на 31 березня 2011 року:
|          | Загалом | Допрацездатний вік | Працездатний вік | Постпрацездатний вік |
| -------- | ------- | ------------------ | ---------------- | -------------------- |
| Чоловіки | 96      | 24                 | 68               | 4                    |
| Жінки    | 89      | 20                 | 53               | 16                   |
| Разом    | 185     | 44                 | 121              | 20                   |